# 大衛·普萊斯

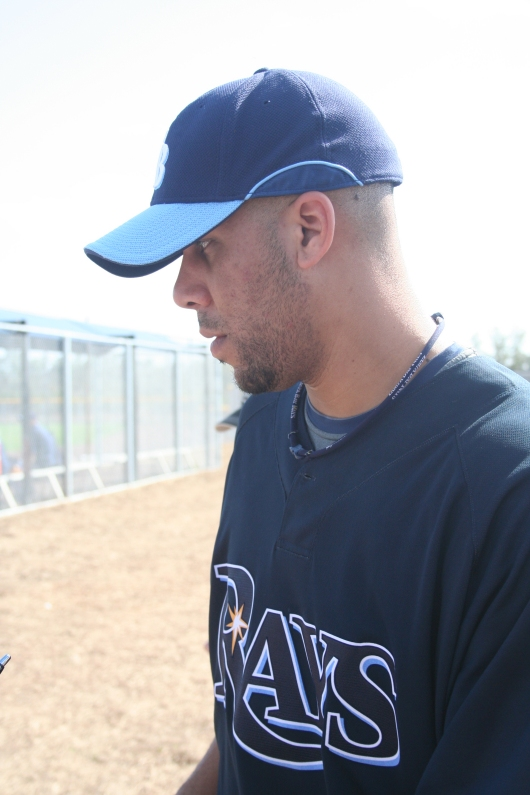
2009年時的普萊斯

大衛·泰勒·普萊斯（英語：David Taylor Price，1985年8月26日—），美國職棒大聯盟球員目前為自由球員。他是坦帕灣光芒隊於2007年選秀會於第一輪第一順位挑選的選秀狀元，2014年7月31日透過三方球員交易到底特律老虎，2015年7月30號被交易到多倫多藍鳥。

## 早年
普萊斯從很小的時候就開始打棒球了。他從小到大一直是亞特蘭大勇士的球迷，而且特別崇拜大衛·賈斯提斯。在青少年時期，他是Blackman高中的棒球和籃球校隊的矚目焦點。在他的中學生涯中他締造了0.43的防禦率和151次三振。他獲得很多獎項包含拉賽福郡的MVP投手獎，（2003年和2004）年同地區的7AAA投手獎。

## 職業生涯

### 坦帕灣光芒
普萊斯在2008年球季後段初次登上大聯盟，並且在美聯冠軍戰和世界大賽中登板，在美聯冠軍戰第7戰面對波士頓紅襪8局上以3-1領先2出局滿壘的危機下登板，教練大膽的在關鍵時刻啟用這名新秀，而他也順利三振J.D.Drew化解危機。接著第9局繼續封鎖對手，最終使光芒隊史首度打入世界大賽，在世界大賽面對費城人第2戰也獲救援成功。
普萊斯在2010年季初大放異彩，在勝投和防禦率上領先美聯投手群，是光芒球季初戰績領先的重要因素。
普萊斯在2010賽季的賽揚獎上得到第二名，該年得主為西雅圖水手隊的赫南德茲。
普萊斯在2012賽季以4分之差擊敗韋蘭德成就生涯首座賽揚獎。

### 底特律老虎
2014年7月31日透過三方交易到底特律老虎，8月5日首次出賽面對紐約洋基，主投8又2/3局，失3分，10次三振沒有四壞保送。
8月21日面對老東家光芒。
8月27日出戰紐約洋基，失8分被擊出12支安打，其中有9支連續安打，自從1989年鮑伯·佛許來第一位投手。
2015年7月6日，被提名進入明星賽，生涯第五次。

### 多倫多藍鳥
2015年7月30，藍鳥為了衝擊十月份，「租」用普萊斯。
8月3日首次代表藍鳥在主場面對明尼蘇達雙城，主投8局投出11三振2次保送僅被擊出3支安打失1分，球隊5－1擊敗雙城拿下勝投。

### 波士頓紅襪
紅襪隊以7年2.17億美元簽下合約超越道奇王牌克萊頓·克蕭的7年2.15億美元，成為大聯盟史上平均年薪最高的投手。
在2018年成功贏得生涯首座世界大賽冠軍。

### 洛杉磯道奇
2020球季春訓前，與穆奇·貝茲一同被紅襪隊交易至道奇隊，換取外野手艾力士·韋杜戈和新秀內野手 Jeter Downs以及新秀捕手王康納(Connor Wong)。

## 技術特點
左投的普萊斯有196公分的身高，以四分之三的放球點出手，最快曾達到100英里的速球（二縫線為主）是其武器球。主力變化球有切球與變速球，也投少量的曲球作為配球。

## 生涯成績
| 年度 | 所屬球隊   | 出賽 | 先發 | 局數    | 勝投 | 敗投 | 中繼 | 救援 | 完投 | 完封 | 保送 | 三振 | 被安打 | 被全壘打 | 責失 | 勝率  | 防禦率 |
| ---- | ---------- | ---- | ---- | ------- | ---- | ---- | ---- | ---- | ---- | ---- | ---- | ---- | ------ | -------- | ---- | ----- | ------ |
| 2008 | 坦帕灣光芒 | 5    | 1    | 14      | 0    | 0    | 0    | 0    | 0    | 0    | 5    | 12   | 9      | 1        | 3    | .000  | 1.93   |
| 2009 | 坦帕灣光芒 | 23   | 23   | 128+1⁄3 | 10   | 7    | 0    | 0    | 0    | 0    | 58   | 102  | 119    | 17       | 63   | .588  | 4.42   |
| 2010 | 坦帕灣光芒 | 32   | 31   | 208+2⁄3 | 19   | 6    | 0    | 0    | 2    | 1    | 84   | 188  | 170    | 15       | 63   | .760  | 2.72   |
| 2011 | 坦帕灣光芒 | 34   | 34   | 224+1⁄3 | 12   | 13   | 0    | 0    | 0    | 0    | 77   | 218  | 192    | 22       | 87   | .480  | 3.49   |
| 2012 | 坦帕灣光芒 | 31   | 31   | 211     | 20   | 5    | 0    | 0    | 2    | 1    | 66   | 205  | 173    | 16       | 60   | .800  | 2.56   |
| 2013 | 坦帕灣光芒 | 27   | 27   | 186+2⁄3 | 10   | 8    | 0    | 0    | 4    | 0    | 30   | 151  | 178    | 16       | 69   | .555  | 3.33   |
| 2014 | 坦帕灣光芒 | 23   | 23   | 170+2⁄3 | 11   | 8    | 0    | 0    | 2    | 0    | 29   | 189  | 156    | 20       | 59   | .578  | 3.11   |
| 2014 | 底特律老虎 | 11   | 11   | 77+2⁄3  | 4    | 4    | 0    | 0    | 1    | 0    | 15   | 82   | 74     | 5        | 31   | .500  | 3.59   |
| 2015 | 底特律老虎 | 21   | 21   | 146     | 9    | 4    | 0    | 0    | 3    | 1    | 34   | 138  | 133    | 13       | 41   | .692  | 2.53   |
| 2015 | 多倫多藍鳥 | 11   | 11   | 74+1⁄3  | 9    | 1    | 0    | 0    | 0    | 0    | 18   | 87   | 57     | 4        | 19   | 0.900 | 2.30   |

## 外部連結
- 大衛·普萊斯在美國職棒官網（英语）
- 大衛·普萊斯在Baseball-Reference.com（大聯盟）（英语）
- 大衛·普萊斯在Baseball-Reference.com（小聯盟以及海外聯盟）（英语）
- 大衛·普萊斯在ESPN（MLB）（英语）
- 大衛·普萊斯在FanGraphs.com（英语）
- 大衛·普萊斯在Retrosheet（英语）
- 大衛·普萊斯在The Baseball Cube（英语）

| 前任： 賈斯丁·韋蘭德     | 美國聯盟勝投王 2012年 | 繼任： 麦斯·薛泽      |
| 前任： 費利克斯·赫南德茲 | 美聯防御率王 2012年   | 繼任： Anibal Sanchez |
| 前任： 賈斯丁·韋蘭德     | 美國聯盟賽揚獎 2012年 | 繼任： 麦斯·薛泽      |
| 前任： Luke Hochevar     | 大聯盟選秀狀元 2007年 | 繼任： 提姆·貝克漢    |